# Hakainde Hichilema
Hakainde Hichilema (Hachipona, 4 giugno 1962) è un politico zambiano, presidente dello Zambia dal 2021.
È stato eletto a tale carica nelle elezioni del 2021 dopo essere stato candidato altre cinque volte (2006, 2008, 2011, 2015 e 2016).